# 堀川かえで
堀川 かえで（ほりかわ かえで、1996年5月18日 - ）は、日本の女性声優。山形県出身。レオパード・スティール所属。

## 略歴
小学5年生の頃に、自身が見ていたアニメの世界に入りたいと思ったことが一番のきっかけで声優業を志す。元々は声を出すことや人前で話すことに興味があり、放送部に所属しており、放送劇といった校内放送をしていた。また、小学時代に資料を調べ始め、東京の専門学校や養成所の他、自宅から近い仙台市の資料を多く集めていた。小学6年生の頃にワークショップに行き、中学1年生の頃よりオーディションに参加するようになった。
中学時代、両親に声優になりたいことを打ち明け、「中学校へは行かないで早く演技の勉強がしたい」と行ったものの、両親からは「中学校には行きなさい」と言われたという。ただし、ワークショップに月1回通うなど、協力してもらったという。高校時代、JTBエンタテインメントにより月3回程度のワークショップが開かれ、高校1年生から3年生まで受け、JTBエンタテインメントの養成所に通うようになり、月曜日から金曜日に専門学校に通い、週1回に養成所でレッスンを受けていた。
クラーク記念国際高等学校仙台キャンパス（クリエイティブコース声優専攻）卒業。2年生の頃の2013年6月14日に行われた第60回NHK杯全国高校放送コンテスト朗読部門の宮城県決勝大会で優秀賞を受賞した。
2014年放送の『一週間フレンズ。』の若本美穂役でテレビアニメ初出演。
2017年4月よりJTBエンタテインメントに所属となった。その後、レオパード・スティールに2018年4月1日より準所属、2019年4月1日より正所属となった。

## 人物
趣味・特技として舞台鑑賞、映画鑑賞、音楽を聴くこと、歌うこと、書道をそれぞれ挙げている。
資格として漢字検定準2級、英語検定3級、サービス接遇検定3級、ニュース検定3級、コミュニケーション能力検定3級、剣道3級、なぎなた2級をそれぞれ持つ。
好きな作品として『ふしぎ遊戯』と『犬夜叉』をそれぞれ挙げている。
憧れの声優として川上とも子を挙げており、1度だけファンレターを出したこともあり、返事をもらったという。小学時代に共演したいと思っていたが、死去したことから残念であると語っている。

## 出演
太字はメインキャラクター。

### テレビアニメ
- 一週間フレンズ。（2014年、若本美穂[6]）
- キノの旅 -the Beautiful World- the Animated Series（2017年、女性キャスター、少女）

### OVA
- たまゆら〜卒業写真〜（2015年）

### ゲーム
- 海賊ファンタジア（2014年、ウィスティリア）
- 日替わり内室（2018年、妲己、卞玉京、花見羞、甄宓）
- 姫麻雀（2020年、柳生咲耶[10]）
- メルヘン・オブ・ライト〜モロガミ放置RPG〜（2020年、ムーンナイト[11]、雪の女王、ラタトスク、キャサリン[12]）
- コットン リブート!（2021年、シルク[13]）
- 東方アルカディアレコード（2022年、堀川雷鼓）
- ラジルギ2（2024年、ナレーション）
- コットンリブート ハイテンション!（2025年、シルク）

### ラジオドラマ
- ラジオ日本 カフェ・ラ・テ
  - 「夏の雨」（川島綾香）
  - 「樽常を遠く離れて」（竹下先輩）
- ラジオ日本 ドラマファクトリー・サンデー「愛しのロックン！」（アヤ）

### 吹き替え

#### 映画
- アラジン 悪しき王子と二人の魔人（フランス語版）（メガネ少年 他）
- 氷の上のふたり（ヌヴア〈イマジン・カーディナル〉）
- ハイジ アルプスの物語（村の少女 他）

#### ドラマ
- あした輝く私へ〜マイ・ヒーリング・ラブ〜（朝鮮語版）（ヤン・ウンジュ〈ソ・ジュヨン〉）

#### アニメ
- おじいさんと子猫の魔法の家（英語版）（ディラン〈ブライアン・シッダール〉）
- コマンダー・クラーク（フランス語版）（2018年、シルヴィ〈カロリーヌ・コンベス（フランス語版）〉[14]）
- 動物園通り64番地 シーズン3・4（ルーシー[15]〈ララ・ウォリントン（英語版）〉）
- パペット 虹の島の冒険（ミロ）
- リトルフット 大恐竜帝国（ダッキー〈アリア・カーゾン（英語版）〉）
- れいぞうこのくにのココモン（マメプー）

### デジタルコミック
- オタクにオトクなギャルぐらし（2022年、日向美瑚、璃乃のママ、美瑚）
- 貧乏男爵令嬢の領地改革～皇太子妃争いはごめんこうむります～（2023年、ミリアージュ[16]）
- 高飛車皇女は黙ってない（2023年、クリスティーナ[17]）
- 落ちこぼれ白魔導士セシルは対象外のはずでした（2024年、セシル・ローズウッド[18]）

### ディスコグラフィ
- 「don't say "again"」HOYA ft. Kaede Horikawa（2022年2月8日）
- 「ひかり」（2023年5月20日）
- 「約束」（2023年7月29日）

### 舞台
- SENDAI座☆プロジェクト 2013春番外公演「僕たちの好きだった革命」（2013年4月4日 - 6日、エル・パーク仙台 スタジオホール） - 小野未来 役
- J-theater 日本作家シリーズ「道成寺」（2015年11月1日、劇・小劇場） - 清子 役

### 朗読劇
- 季節の朗読「しきよみ」#6秋の朗読劇【謎】（2023年10月7日〈予定〉、ところざわサクラタウン ジャパンパビリオン）[19]

### その他コンテンツ
- タカラトミー
  - 「トミカ・プラレール ニューエンマン!」（PV）
  - 「トミカ・プラレールグッズ」（PV）
- 久万スキーランド CM「オープン編」（女の子）
- スピラ・スピカ MV
- 1年A組のモンスター ドラマCD（女学生B）